# David Jones (piłkarz)
David Frank Llwyd Jones (ur. 4 listopada 1984 w Southport) – angielski piłkarz występującym na pozycji pomocnika w Burnley.
Jones swoją karierę piłkarską rozpoczynał w roku 1995 w szkółce piłkarskiej Manchesteru United. Grał tam przez 8 lat, po czym 1 lipca 2003 został włączony do pierwszej drużyny. W koszulce Czerwonych Diabłów zadebiutował 1 grudnia 2004 roku w wygranym 1:0 meczu Pucharu Ligi Angielskiej z Arsenalem Londyn. W sezonie 2004/2005 wystąpił jeszcze w meczu Pucharu Anglii z Exeter, po czym 2 sierpnia został wypożyczony na pół roku do Preston North End. W ekipie Preston Jones swój debiut zaliczył 6 sierpnia w wygranym 2:1 ligowym spotkaniu z Watford. Pierwszego gola zdobył natomiast 29 sierpnia w meczu z Ipswich Town. Gdy powrócił z wypożyczenia w Manchesterze grał jeszcze przez dziewięć dni, po czym 10 stycznia 2006 został wypożyczony do NEC Nijmegen. Występował tam przez trzy miesiące. Następnie, 17 listopada Czerwone Diabły wypożyczyły go do Derby County. Zadebiutował tam 18 listopada w ligowym meczu z Luton Town. Pierwszego gola zdobył natomiast 16 grudnia w spotkaniu z Crystal Palace. Wypożyczenie trwało półtora miesiąca. 4 stycznia 2007 za kwotę 1 miliona funtów wykupiło definitywnie zawodnika. W ekipie The Rams występował przez półtora roku, po czym 27 czerwca 2008 przeszedł do swojego obecnego klubu – Wolverhampton Wanderers. Zadebiutował w nim 9 sierpnia w zremisowanym 2:2 ligowym meczu z plymouth Argyle. Pierwszego i jak dotąd jedynego gola zdobył 30 sierpnia w meczu z Nottingham Forest.
30 marca 2004 Jones wystąpił w meczu reprezentacji Anglii U-21 ze Szwecją. Był to jedyny jego występ na arenie międzynarodowej.
2 sierpnia 2011 roku podpisał kontrakt z Wigan Athletic.
1 sierpnia 2013 roku podpisał trzyletni kontrakt z Burnley.
15 sierpnia 2016 podpisał kontrakt z Sheffield Wednesday.